# Modisimus nicaraguensis
Modisimus nicaraguensis is een spinnensoort uit de familie trilspinnen (Pholcidae). De soort komt voor in Nicaragua.